# Étienne Charles René Souèges
Étienne Charles René Souèges, né le 24 décembre 1876 à Lamontjoie (Lot-et-Garonne) et mort le 4 septembre 1967 à Nogent-sur-Marne, est un botaniste français.

## Biographie
Il est président de la Société botanique de France en 1938.

## Publications
- La Vie végétale,  la dynamique de la vie, Flammarion, Bibliothèque de philosophie scientifique, 1949
- La Vie végétale, la cinématique de la vie, Flammarion, Bibliothèque de philosophie scientifique, 1954

## Sources
- Titres et travaux scientifiques de S. Souèges, Archives de l’Académie des sciences, Paris, 1934 et 1937
- R. Heim, Notice nécrologique sur René Souèges, in Comptes rendus de l'Académie des sciences (CRAS) 265, 1967, Vie académique, p. 96-101
- A. Aubréville, la vie et l’œuvre de René Souèges, Publications de l’Institut de France, 1970, no 9
- G. Deysson, René Souèges , Comptes rendus de l’Académie de pharmacie, janvier 1974